# Mario Marín Soto
Mario Marín Soto, conocido como Mario Marín, (Murcia, 4 de abril de 1991), es un futbolista español. Juega de lateral derecho

## Trayectoria
En la temporada 2008/2009 debutó con el Real Murcia Imperial en Segunda División B y con el Real Murcia en la última jornada de esa misma temporada en Córdoba.

## Clubes
| Club                      | País   | Temporada |
| ------------------------- | ------ | --------- |
| Real Murcia Imperial      | España | 2008–2009 |
| Real Murcia               | España | 2008–2009 |
| Real Murcia Imperial      | España | 2009–2010 |
| Real Murcia               | España | 2010–2011 |
| Real Murcia               | España | 2011–2012 |
| Real Murcia               | España | 2012–2013 |
| Valencia Mestalla         | España | 2013–2014 |
| Atlético de Madrid B      | España | 2014–2015 |
| Recretivo de Huelva       | España | 2015–2016 |
| Recretivo de Huelva       | España | 2016–2017 |
| Recretivo de Huelva       | España | 2017–2018 |
| FC Jumilla                | España | 2018–2019 |
| Club Deportivo Plus Ultra | España | 2019-2020 |
| El Palmar Club de Fútbol  | España | 2020      |